# Augustine-Malvina Blanchecotte

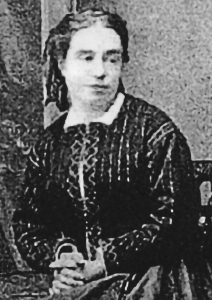
Malvina Blanchecotte (1880)

Augustine-Malvina Blanchecotte, geb. Souville (* 30. November 1830 in Paris; † 21. Februar 1897 ebenda) war eine französische Lyrikerin.

## Leben
Blanchecotte entstammt einer einfachen Pariser Handwerkerfamilie. Sie heiratete sehr jung den Schneider Blanchecotte, von dem sie dieses Handwerk auch erlernte. Vielseitig interessiert bildete sie sich autodidaktisch weiter und arbeitete am Höhepunkt ihrer „Karriere“ in der Buchhaltung eines Pariser Modehauses.
Mit 26 Jahren konnte sie 1856 mit ihrer Lyrikanthologie Rêves et realités erfolgreich debütieren. Charles-Augustin Sainte-Beuve nannte Blanchecotte eine „ouvrière-poëte“ (dt. Arbeiter-Poetin) und lobte sie in seinen Literaturkritiken und Feuilletons sehr.
Die Académie française verlieh ihr den Prix Montyon (nach Jean-Baptiste Auget de Montyon) und Alphonse Lemerre nahm ihre Gedichte in die später berühmt gewordene Anthologie Le Parnasse contemporain auf.

## Werke
- Impressions d’une femme. Pensées, sentiments et portraits. Paris 1867
- Les militants. Poèmes. Paris 1876
- Rêves et realitès. Paris 1856.
- Tablettes d’une femme pendant la Commune. Edition du Lérot, Tusson 1996 (Repr. d. Ausg. Paris 1872)